# Peter Neusel
Peter Neusel (n. 19 noiembrie 1941, Berlin, Germania Nazistă – d. 22 iulie 2021, Berlin, Germania) a fost un canotor german, medaliat olimpic. A participat la o ediție a Jocurilor Olimpice (1964) în care a câștigat o medalie de aur.

## Participări
Lista de mai jos prezintă principalele competiții la care a participat Peter Neusel de-a lungul carierei.
- rowing at the 1964 Summer Olympics – men's coxed four[*][5]